# Grazie mille (singolo)
Grazie mille è una canzone degli 883, pubblicata come secondo singolo dall'album omonimo del 1999. 

## Descrizione
Il brano è contenuto anche negli album Mille grazie, Love/Life e TuttoMax. Nel 2023 è stata incisa una nuova versione acustica della canzone, che è stata poi inserita nell'album Max Forever Vol.1. Nel video di questo brano si vede l'ultima eclissi solare del II millennio, avvenuta l'11 agosto 1999, visibile in tutta l'Europa. È stato frequentemente trasmesso in radio, raggiungendo la posizione numero 1 dell'airplay.

## Tracce
Grazie mille (edizione Cipster)
1. Grazie mille (Remix)
2. Grazie mille (Strumentale originale)
3. Grazie mille (da Max)

Grazie mille (edizione Tribe)
1. Presentazione album Grazie Mille
2. Le luci di Natale (acustica)
3. Tutto ciò che ho (acustica)
4. Leggero (live)
5. Gli anni (live)

## Formazione
- Max Pezzali - voce

- Marco Guarnerio -  chitarra
- Fabrizio Frigeni - chitarra
- Daniele Moretto - tromba
- Michele Monestiroli - sassofono
- Eugenio Mori - batteria
- Matteo Salvadori - chitarra
- Alberto Tafuri -  tastiera[senza fonte]